# Майке Гед
Майке Гед (нід. Maaike Head, нар. 11 вересня 1983, Амстердам, Нідерланди) — нідерландська веслувальниця, олімпійська чемпіонка 2016 року, дворазова чемпіонка світу, чемпіонка Європи.

## Виступи на Олімпіадах
| Олімпіада           | Дисципліна               | Місце |
| ------------------- | ------------------------ | ----- |
| Лондон 2012         | парна двійка, легка вага | 8     |
| Ріо-де-Жанейро 2016 | парна двійка, легка вага | 1     |

## Зовнішні посилання
- Майке Гед — олімпійська статистика на сайті Sports-Reference.com (англ.) (архівна версія)
- Профіль [Архівовано 8 січня 2021 у Wayback Machine.] на сайті FISA.

1. ↑  Maaike Head